# Neoserica crenatolineata
Neoserica crenatolineata är en skalbaggsart som beskrevs av Ahrens och Fabrizi 2009. Neoserica crenatolineata ingår i släktet Neoserica och familjen Melolonthidae. Inga underarter finns listade i Catalogue of Life.